# Wolfgang Schuhknecht
Wolfgang Schuhknecht (* 24. März 1908 in Leipzig; † nicht ermittelt) war ein deutscher Chemiker und Hochschullehrer.

## Leben und Werk
Schuhknecht nahm nach dem Schulabschluss ein Studium auf, das er als Diplom-Chemiker abschloss. 1934 promovierte er an der Universität Leipzig zum Dr. rer. nat. Von 1938 bis 1948 war er als Chemiker bei BASF tätig. 1958 habilitierte er sich an der Universität Saarbrücken und wurde dort Privatdozent für Physikalische Analysen. Das Thema seiner Habilitation lautete Die chromatographische Gasanalyse. 1959 wurde er an der Universität Saarbrücken zum außerplanmäßigen Professor ernannt. Er war Leiter des Chemischen Hauptlaboratoriums der Saarbergwerke AG. Bekannt wurde er vor allem durch seine Publikationen zu Grundlagen und Verfahren von Flammenphotometrie und Flammenspektographie. 
Er war Mitglied der Gesellschaft deutscher Chemiker, der Physikalischen Gesellschaft Hessen-Mittelrhein-Saar und im Deutschen Ausschuss für Elektrochemie. Sein Forschungsschwerpunkt war die analytische Chemie.

## Schriften (Auswahl)
- Spektralanalytische Untersuchung von Kupfer-Blei-Legierungen. Leipzig 1934.
- Die chromatographische Gasanalyse. Essen 1958.
- Die Flammenspektralanalyse. Grundlagen und Verfahren von Flammenphotometrie und Flammenspektographie. Stuttgart 1961.